# Gronowo, Braniewski
Gronowo [ɡrɔˈnɔvɔ] (tiếng Đức: Grunau)  là một ngôi làng ở quận hành chính của Gmina Braniewo, trong huyện Braniewski, Warmińsko-Mazurskie, ở miền bắc Ba Lan, gần biên giới với Kaliningrad của Nga. Nó nằm khoảng 7 kilômét (4 mi) về phía đông bắc của Braniewo và 82 km (51 mi) phía tây bắc của thủ đô khu vực Olsztyn.
Ngôi làng có dân số 119 người.